# Nicolas de Neufville de Villeroy
Nicolas de Neufville de Villeroy, V marchese di Neufville e I duca di Villeroy (Parigi, 14 ottobre 1598 – Parigi, 28 novembre 1685), è stato un generale e nobile francese, maresciallo di Francia sotto Luigi XIV.

## Biografia
Nicolas de Neufville discendeva dalla famiglia dei Neufville de Villeroy, una delle famiglie della nobiltà lorenese che aveva ricevuto il titolo nel XVI secolo da Luigi XII. Egli era figlio primogenito di Charles de Neufville (1566-1642), marchese di Villeroy e d'Alincourt, e della sua seconda moglie, Jacqueline de Harlay de Sancy.
Nicolas de Neufville venne accolto a corte da Luigi XIII ancora giovanissimo. Dal 29 maggio 1615 ottenne il governo della provincia del Lionnese sino alla morte di suo padre.
In Italia si distinse militarmente con Lesdiguières e venne elevato alla dignità di maresciallo di Francia il 20 ottobre 1646 grazie alla protezione accordatagli dal cardinale Giulio Mazzarino.
Il 9 marzo 1646, il maresciallo de Villeroy venne nominato dalla regina madre quale tutore militare di Luigi XIV sotto l'autorità del cardinale Mazzarino. Per quanti studi siano stati fatti, appare oggi molto difficile attribuire una qualche influenza del pensiero del Villeroy sulla formazione del giovane re.
Venne creato duca di Villeroy nel settembre 1651 e venne ammesso alla parìa nel 1663.
Gran maestro di Francia all'incoronazione di Luigi XIV, venne creato cavaliere dell'Ordine dello Spirito Santo il 31 dicembre 1661. Luigi XIV lo nominò capo del Consiglio reale delle finanze il 15 settembre 1661, conservando tale funzione sino alla propria morte e rivestendo un ruolo di una certa importanza sino alla soppressione della sovrintendenza delle finanze quando il titolo divenne meramente onorifico.

## Matrimonio e figli
L'11 luglio 1617 sposò Madeleine Blanchefort Créquy dalla quale ebbe quattro figli:
1. Charles de Neufville († 1645), marchese Alincourt;
2. François de Neufville (1644 - 1730), II duca di Villeroy;
3. Françoise de Neufville († 1701), sposata con Just, conte di († 1644) e in seconde nozze nel 1646 con Enrico, duca di Chaulnes († 1653), e in terze nozze con Jean Vignier, marchese di Hauterive;
4. Catherine de Neufville (1639 - 1707), sposata nel 1660 con Luigi di Lorena (1641-1718), conte di Armagnac, Charny e Brionne.

Fu tra l'altro amante di Catherine Charlotte de Gramont, principessa di Monaco.

## Stemma

Impresa di Nicolas

| Image | Stemma |
| ----- | --- |
| \| \| | Nicolas de Neufville de Villeroy Duca di Villeroy, Pari di Francia, Maresciallo di Francia, Cavaliere dell'Ordine dello Spirito Santo D'azzurro allo scaglione d'oro, accompagnato da tre crocette del medesimo. |
|       | |